# ベウダンティエラ
ベウダンティエラ（学名：Beudantiella）は、オーストラリアのクイーンズランド州で発見され、前期白亜紀（後期アルビアン）に生息したアンモナイトの属。高い渦を持ち、圧縮され、まばらに肋を持つ。
ベウダンティエラは、デスモセラス科ベウダンティセラス亜科に属する。近縁属にはベウダンティセラス、ウリゲラ、ズルチェレラがいる。